# Copa Internacional de Futebol Australiano
A Copa Internacional de Futebol Australiano é uma competição internacional envolvendo seleções de futebol australiano organizada pela AFL com o objetivo de promover o esporte fora da Austrália.
A primeira edição do campeonato foi em 2002 e ocorre a cada 3 anos. Todas as edições do torneio foram disputadas na Austrália, tendo participado mais de 26 nações. A Austrália não participa da competição devido ao elevado nível das suas ligas, mesmo as semi-profissionais.

## Desempenho das nações
| Seleção          | 2002 (10) | 2005 (10) | 2008 (16) | 2011 (18) |
| ---------------- | --------- | --------- | --------- | --------- |
| África do Sul    | 11º       | 8º        | 3º        | 5º        |
| Canadá           | 9º        | 7º        | 6º        | 10º       |
| Dinamarca        | 4º        |           | 11º       | 8º        |
| Espanha          |           | 10º       |           |           |
| Estados Unidos   | 5º        | 3º        | 7º        | 4º        |
| Grã Bretanha     | 6º        | 6º        | 9º        | 7º        |
| Irlanda          | 1º        | 4º        | 4º        | 1º        |
| Japão            | 10º       | 9º        | 8º        | 12º       |
| Nauru            | 8º        |           | 5º        | 6º        |
| Nova Zelândia    | 3º        | 1º        | 2º        | 3º        |
| Papua-Nova Guiné | 2º        | 2º        | 1º        | 2º        |
| Samoa            | 7º        | 5º        | 10º       |           |

## Resultados
| Ano            | Sede                   |                  | Final     | Final            | Final          |           | Terceiro lugar | Terceiro lugar | Terceiro lugar |
| Ano            | Sede                   | Vencedor         | Placar    | Vice             | 3º lugar       | Placar    | 4º lugar       |                |                |
| 2002 Detalhes  | Melbourne              | Irlanda          | 51-19     | Papua-Nova Guiné | Nova Zelândia  | 25-16     | Dinamarca      |                |                |
| 2005 Detalhes  | Melbourne, Wangaratta  | Nova Zelândia    | 50-32     | Papua-Nova Guiné | Estados Unidos | 65-30     | Irlanda        |                |                |
| 2008 Detalhes  | Melbourne, Warrnambool | Papua-Nova Guiné | 54-46     | Nova Zelândia    | África do Sul  | 33-32     | Irlanda        |                |                |
| 2011 Detalhes  | Melbourne, Sydney      | Irlanda          | 53-35     | Papua-Nova Guiné | Nova Zelândia  | 76-41     | Estados Unidos |                |                |
| 2014 Detalhes  | Melbourne              | Papua-Nova Guiné | 45-42     | Irlanda          | Nova Zelândia  | 44-43     | África do Sul  |                |                |
| 2017 Detalhes  | Melbourne              | Papua-Nova Guiné | 29-28     | Nova Zelândia    | Irlanda        | 48-16     | Estados Unidos |                |                |
| 2020 Cancelado | Sunshine Coast         | Cancelado        | Cancelado | Cancelado        | Cancelado      | Cancelado | Cancelado      |                |                |
| 2023 Detalhes  | Indefinido             |                  |           |                  |                |           |                |                |                |